# Saipem
Saipem, «Сайпем» — итальянская нефтесервисная компания. До 2016 года компания была подразделением итальянского нефтегазового гиганта Eni, который сохраняет контроль над 30 % акций Saipem. Штаб-квартира Saipem расположен в Сан-Донато-Миланезе, пригороде Милана.

## История

### Ранние годы

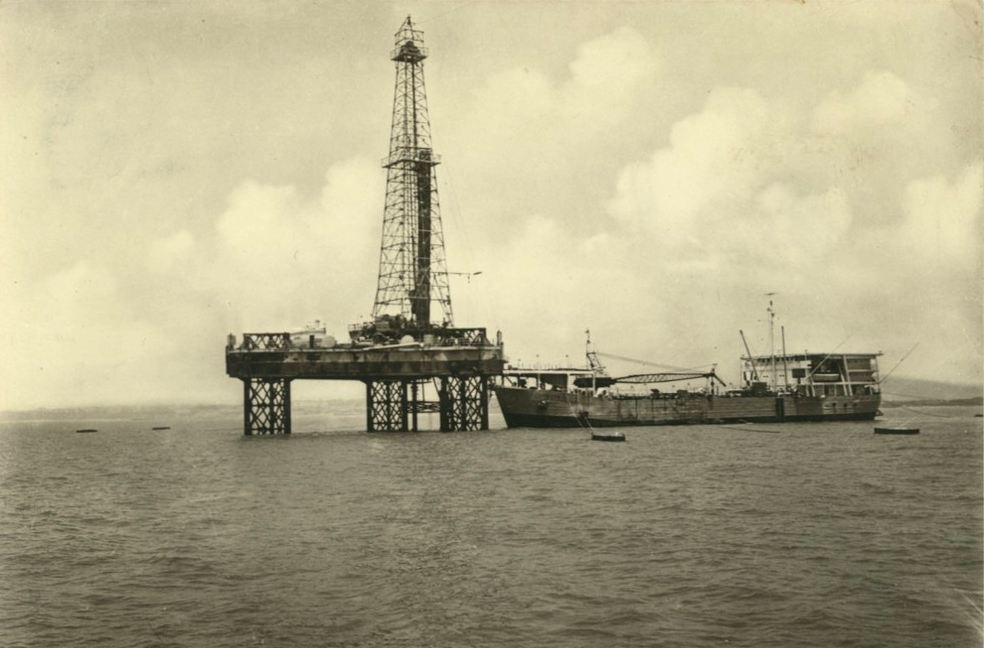
Нефтяная платформа у берегов Сицилии, 1962.

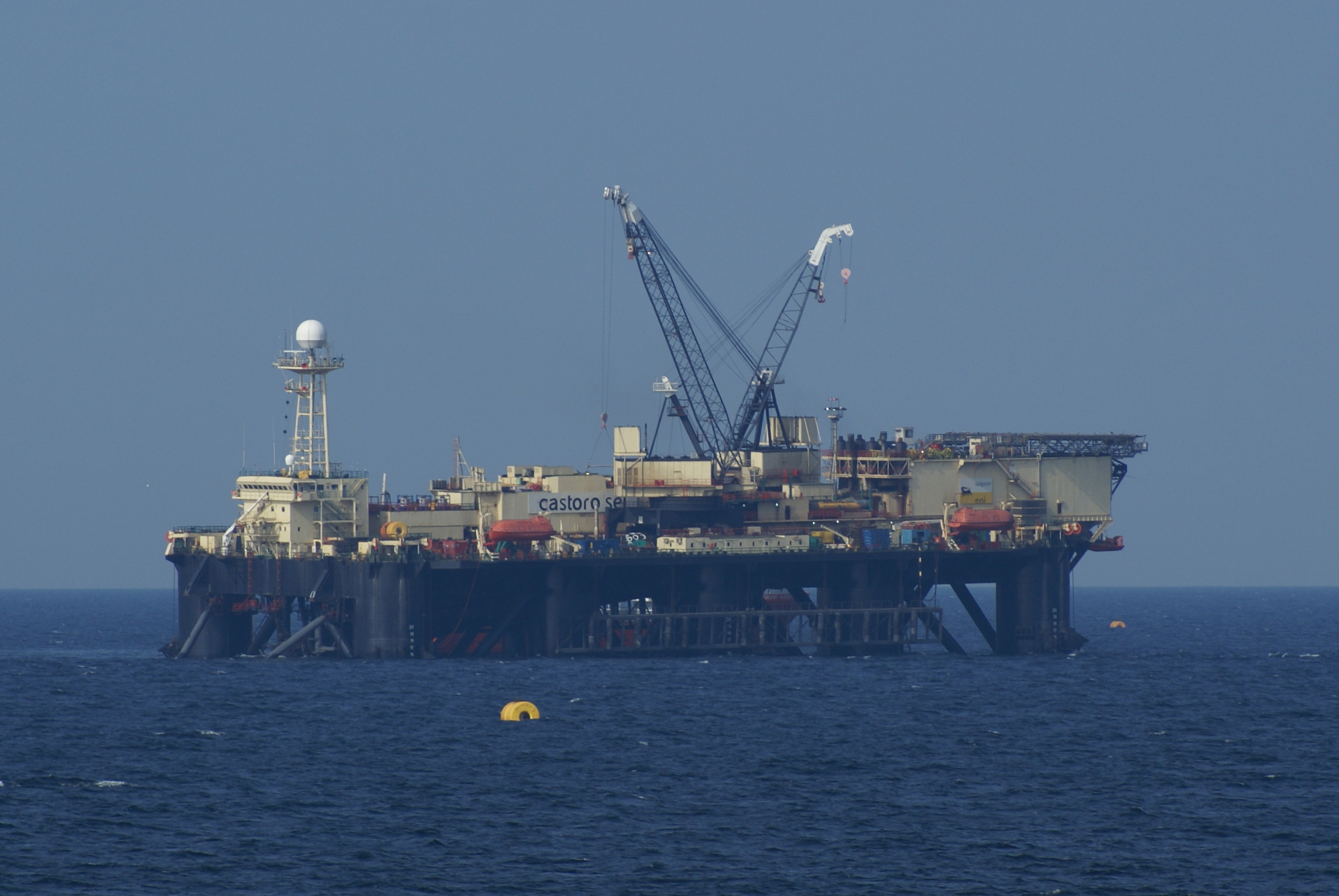
Полупогружное трубоукладочное судно Castoro Sei работающее для создания Северного потока в Балтийскм море на юго-востоке от Готланда, Швеция в марте 2011.

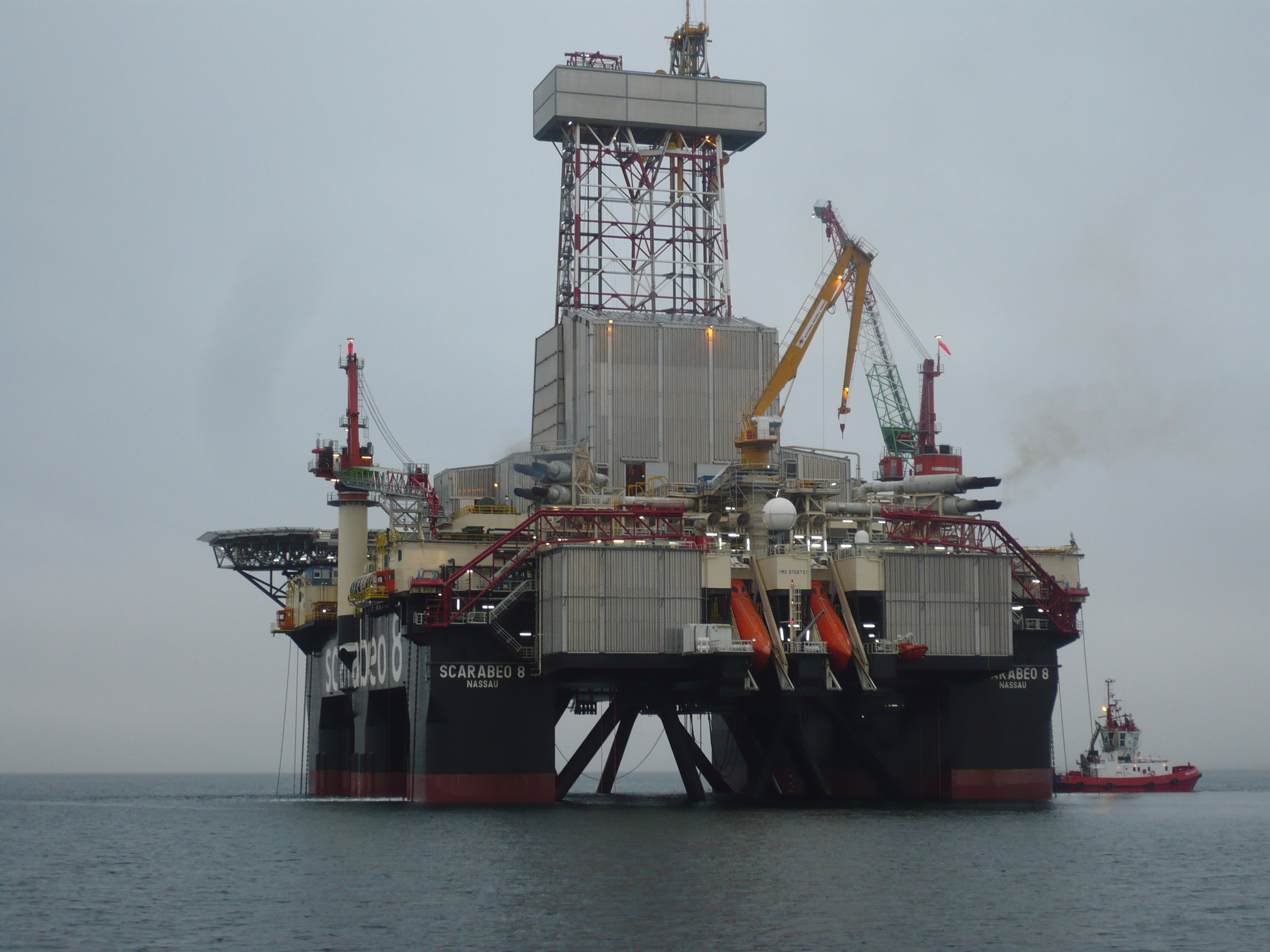
Scarabeo 8 в Норвегии, 2012.

История Saipem тесно связано с эпохой правления Энрико Маттеи в компании Eni в годы итальянского экономического чуда. В начале 1950х годов Маттеи реорганизовал итальянскую нефтяную индустрию через сложную систему прямых приобретений и государственных инвестиций с целью обеспечения энергетического суверенитета Италии.
Сначала Маттеи специализировался на природном газе, как на единственном источнике энергии в изобилии доступном в материковой Италии, с помощью созданной трубопрокладочной компании Snam. В конце 1950-х годов подразделение Eni разделилось на 2 подхолдинга: «Snam Montaggi», созданный в 1955 году для прокладки труб и строительства буровых платформ, и «Snam Progetti», созданный в 1956 году, специализировавшийся на танкерах. В 1957 году буровая компания «Saip», подразделение компании Agip, была объединена с «Snam Montaggi», образовав «Saipem» («Società Anonima Italiana Perforazioni E Montaggi», «Итальянское акционерное общество по бурению и сборке»).
Saipem было первопроходцем в бурении шельфов и прокладке труб в Европе. В 1959 оно начало бурение на побережье Джелы в Сицилии. В начале 1960-х компания инициировала магистральный трубопровод Центральной Европы из порта Генуи до Ингольштадта в Западной Германии, где у немецкого подразделения Eni строились нефтеперерабатывающие заводы. Кроме того, в 1961 году Saipem построила нефтепровод длиной 1140 км в Индии и газопровод в Ираке.

### 1970—1990-е годы
В 1978 году Saipem на воду было спущено полупогружное трубоукладочное судно «Castoro Sei». В тот же год Sapiem получила подряд на строительство магистрального газопровода Ирана «IGAT-2». К 1985 году газопровод был завершён на 80 %, когда работы были прекращены из-за ирано-иракской войны.
В 1983 году Saipem завершила прокладку Транссредиземноморского газопровода, связывающего Алжир и Италию.
В 1988 году было создано совместное предприятие Saipem и Brown & Root, известное под названием «European Marine Contractors», которое реализовало два крупных проекта — «Zeepipe», завершённый в 1993 году, система транспортировки природного газа длиной 1416 км от Северного моря к терминалу Зебрюгге в Бельии; а также магистральный газопровод длиной 707 км, связывающий Гонконг с газовым месторождением «Яньчэн 13-1», находящимся в бассейне Инг-Хай-Сон Хонг. Газпопровод был завершён в 1994 году.
В 1991 году Saipem запустила в работу Saipem 7000, второй в мире по размеру плавучий кран.
В 1996 году газопровод Магриб — Европа связал газовые месторождения Алжира с Испанией.
В 1995—1999 годах Saipem была основным подрядчиком газопроводов Europipe I и Europipe II, связывающих Норвегию и Германию.

### 2000-е
В XXI веке Saipem совершила ряд поглощений, ключевым из которых стала покупка в 2002 году подразделения по глубоководному бурению французской строительной компании Bouygues за 1 млрд долларов. В 2006 году Saipem поглотила Snamprogetti, подразделение ENI, специализировавшееся на разработке и реализации крупномасштабных морских проектов по добыче и транспортировке углеводородов. После слияния новая группа укрепила позиции в Западной Африке, Ближнем Востоке, Центральной и Юго-Восточной Азии и приобрела значительную технологическую компетенцию в монетизации газа и добыче тяжёлой нефти.
В 2001—2003 годах Saipem проложила шельфовую секцию Голубого потока, трансчерноморского газопровода, который доставляет газ из России в Турцию. В 2003—2004 годах Saipem проложила газопровод Greenstream, связывая Ливию с Сицилией. В 2006 году компания завершила морскую часть газового проекта «Дельфин», связывающего Северное нефтегазовое месторождение Катара с ОАЭ и Оманом.
В 2006—2008 году Saipem спустила на воду сверхглубоководные полу-погружные буровые установки 6-го поколения Scarabeo 8 и Scarabeo 9, завершённые в 2011-12 годах.

### 2010-е
В 2011 году Saipem завершила две ветки Северного потока длиной 1220 км, которые являются самой длинной в мире системой по доставке газа с российского шельфа в Германию.
В 2013 году Saipem выиграла тендер на 3 млрд долларов на разработку нефтяного месторождения «Эгина», расположенного в 150 км от побережья Нигерии в Гвинейском заливе. Контракт включал в себя инжиниринг, снабжение, производство, монтаж и пусконаладочные работы в отношении 52 км поточных линий добычи нефти и закачки воды, 12 гибких перемычек, 20 км газопроводов для экспорта, 80 км трубопроводов, а также систем швартовки и разгрузки.
8 февраля 2015 года Saipem выиграла тендер стоимостью 1,8 млрд долларов на прокладку двух 95-километровых веток нефтепровода в Кашаган, связывающего нефтяные месторождения Каспийского моря с Казахстаном. В ноябре того же года Saipem завершила прокладку морского экспортного трубопровода длиной 890 км для проекта СПГ Ихтис в Австралии под руководством Inpex. Трубопровод стал самым длинным подводным трубопроводом в южном полушарии и третьим по длине в мире.
В 2016 году Eni продала 12,5 % акций Saipem (сохраняя 30 % долю в компании) суверенному фонду Италии CDP Equity с целью создания новой, более автономной компании в области нефтегазового обслуживания, в связи с чем Saipem взяла себе новый логотип.
В 2019 году Saipem совместно с компанией KiteGen начала проект по использованию энергии ветра на большой высоте.

## Деятельность
Saipem осуществляет инженерно-строительные работы на суше и в открытом море по прокладке нефте- и газопроводов, установке нефтедобывающих платформ, бурению скважин. По доле в выручке за 2023 год основными регионами деятельности были Ближний Восток (33 %), Африка (27 %), Америка (16 %), Италия (6 %), остальная Европа (8 %), Дальний Восток и Океания (6 %), СНГ (3 %), Северная Африка (2 %).
Офисы Saipem находятся более чем в 60 странах включая:
- Европа: Италия, Франция, Бельгия, Хорватия, Германия, Великобритания, Ирландия, Люксембург, Норвегия, Нидерланды, Португалия, Испания, Швейцария, Турция, Польша, Румыния
- СНГ: Азербайджан, Казахстан, Россия, Грузия
- Америка: Аргентина, Бразилия, Венесуэла, Канада, Мексика, Перу, США, Суринам, Эквадор
- Африка: Алжир, Ангола, Габон, Египет, Камерун, Конго, Ливия, Марокко, Нигерия, Судан, Мозамбик
- Ближний Восток: Объединённые Арабские Эмираты, Саудовская Аравия, Иран, Оман, Катар, Ирак, Кувейт
- Дальний Восток и Океания: Австралия, Китай, Индия, Индонезия, Малайзия, Сингапур, Таиланд.

## Финансовые показатели
В 2024 году доход компании составил 14,55 млрд долларов. Валовая рентабельность составила 1,33 млрд долл. Чистый доход составил 306 млн долл.